# Nissebanden i Grønland
Nissebanden i Grønland är en julkalender från 1989 som visades på DR1. Julkalendern handlar om Nissebanden som skickas till Grönland för att hjälpa Jultomten. Den är en uppföljare på julkalendern Nissebanden från 1984. 2003 kom uppföljaren Nissenes Ø.

## Handling
Nissebanden skickas av agent A-38 till Grönland för att hjälpa jultomten med att göra julklappar till barnen. Jultomten har åkt iväg för att leta efter två stjärnstenar som har en magisk kraft. Fiffig-Jørgensen, som bor i Holme-Olstrup, vill få Jultomten att flytta in till stan och tar i ett första försök alla breven som har skickats till Jultomten. Då A-38 sparkar ut dem ur Nissebanden, beger sig Fiffig-Jørgensen till Grönland, där han lyckas få tag i önskestenarna och förvändlar sig till jultomte.

## Medverkande

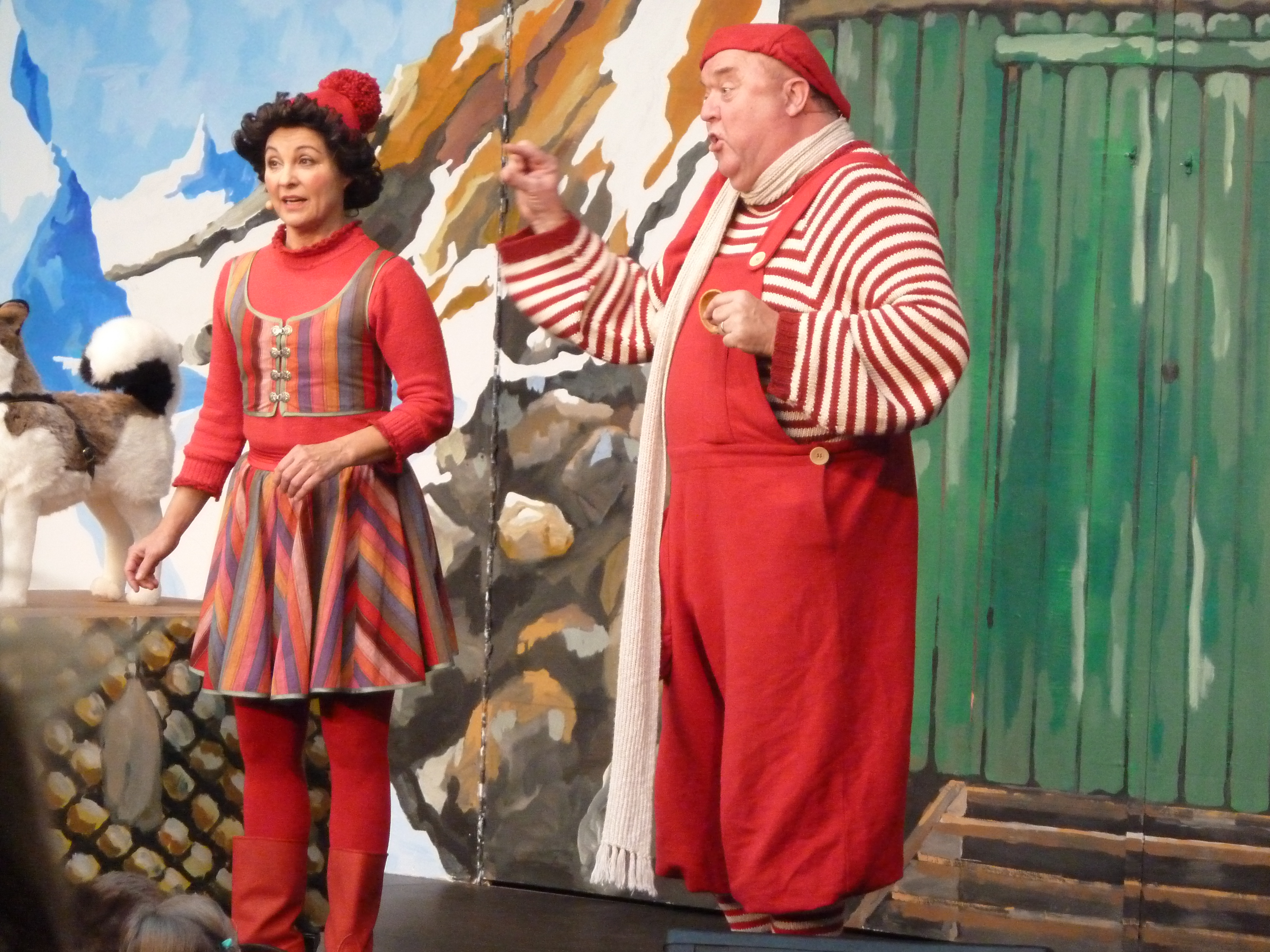
Flemming Jensen som Lunte och Ann Hjort som Puk.

- Flemming Jensen – Lunte (gröt- och pultertomte)
- Kirsten Peüliche – Gemyse (krämartomten)
- Finn Nielsen – Skipper (skeppstomte)
- Ann Hjort – Puk (ung- och skogstomte)
- Arne Hansen – herr Mortensen (slottstomte)
- Malik Niemann – Inuk
- Christoffer Bro – Fiffig-Jørgensen
- Terese Damsholt – fru Fiffig-Jørgensen
- Hans Dal – A-38 (tomteagent)

Flera av rollerna spelas av andra skådespelare än i föregångaren. Ungtomten Pil spelades av (Kirsten Lehfeldt) men byttes ut mot Puk (spelad av Ann Hjort). Finn Nielsen övertog rollen som skeppstomten Skipper efter Lars Knutzon som hade rollen i Nissebanden.
Dessutom medverkar Christoffer Bro, Poul Bundgaard, Terese Damsholt, Niels Danielsen, Johan Davidsen, Benny Hansen, Torben Hosdal, William Kisum, Henrik Koefoed, Sørine Långa, Lasse Lunderskov, Henrik H. Lund, Jaguaraq Marcussen, John Martinus, Tom McEwan, Malik Niemann, Ivalu Långa Nørreslet, Per Pallesen, Hans Sigurdsen, Jens Therkelsen och Johannes Therkelsen.

## Produktion

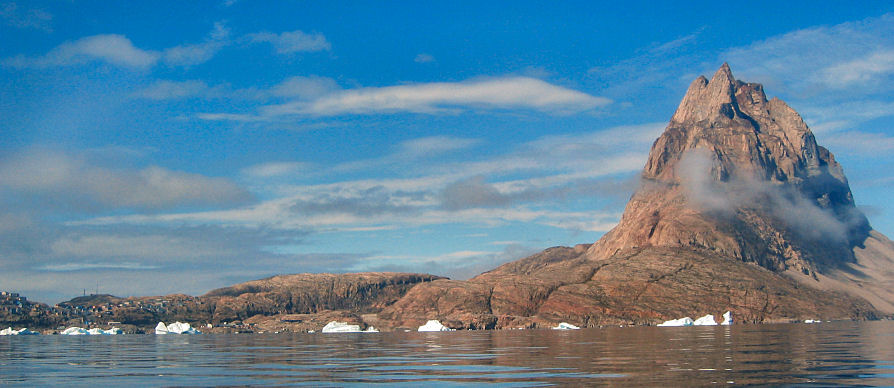
Uummannaq-berget, som har gett namn till staden och fjorden.

Manuset skrevs 1987 i Ikerasak på Grönland av Flemming Jensen i samarbete med Hans Dal. Hans Dal har också skrivit musiken medan Per Pallesen regisserade.
För Nissebandens kvarn i Holme-Olstrup användes Kaleko kvarn på Fyn och Tadre kvarn på Mittsjälland. Inspelningarna i byn upptogs omkring den gamla köpmannagården i Slagsrunde, medan herrgården Ravnstrup används för A-38:s bostad.
För inspelningarna på Grönland användes området omkring Uummannaq på västra Grönland och spelades in våren 1989 på bara 40 dagar. 2011 rapporterade flera media att isen där det spelades in scener med hundsläde, hade smält till följd av klimatförändringar.
Inomhusscenerna med bland annat jultomtens verkstad och klippgrottan, där Luffe bor, spelades in i TV-Byen.

### Distribution
Nissebanden i Grønland släpptes som bok 1989. 1991 släpptes den på tre kassettband inspelad av Flemming Jensen och året efter släpptes det en VHS-utgåva på teckenspråk.
2012 skrev Flemming Jensen musikalen Nissebanden i Julemandens land efter Nissebanden i Grønland. Musikalen regisserades av Jensen själv och framfördes på Odense Teater. Hans Dal skrev i samband med det en rad nya sånger för föreställningen.

### Musik
Musiken från julkalendern har även släppts på CD.
| Nr | Spår                | Längd |
| -- | ------------------- | ----- |
| 1  | Nu Er Det Jul       | 3:12  |
| 2  | Sangen Om Luffe (1) | 2:09  |
| 3  | Vi Er Nissebanden   | 2:18  |
| 4  | Hundeslædesang      | 2:52  |
| 5  | Isbjerge            | 3:30  |
| 6  | Nordlys             | 1:25  |
| 7  | Risengrøds Rap      | 3:17  |
| 8  | Ballonsang          | 2:45  |
| 9  | Legetøjsmaskinesang | 2:01  |
| 10 | Fiffig Jørgensen    | 1:41  |
| 11 | Risengrødsang       | 2:01  |
| 12 | Sangen Om Luffe (2) | 1:22  |
| 13 | Polarnat            | 2:06  |

## Mottagande
Nissebanden i Grønland fick ett positivt mottagande och blev också en tittarsuccé. Den är också den mest repriserade julkalendern på DR då den sammanlagt har visats fem gånger.
Några scener i avsnitt 10 och 11 fick en del kritik från tittare, då en säl blev skjuten och styckad av en grönländsk jägare.